# Koperzuiger
De koperzuiger (Bagre bagre), ook barbaman genoemd, is een straalvinnige vis uit de familie van de christusvissen (Ariidae) en de orde van de meervalachtigen (Siluriformes), die voorkomt in het westen en zuidwesten van de Atlantische Oceaan.

## Beschrijving
De koperzuiger kan een maximale lengte bereiken van 55 centimeter. Het lichaam van de vis heeft een langgerekte vorm. De vis heeft lange stekels aan de rugvin en twee paar tastdraden.

## Leefwijze
De koperzuiger is een zout- en brakwatervis die voorkomt in tropische kustwateren op een diepte van maximaal 50 meter.
Het dieet van de vis bestaat hoofdzakelijk uit macrofauna en kleine visjes.

## Relatie tot de mens
De koperzuiger is voor de visserij van aanzienlijk commercieel belang. Voor de mens is de koperzuiger niet geheel ongevaarlijk: de vis is in staat de mens te verwonden.
De soort staat niet op de Rode Lijst van de IUCN.